# Sextius spreta
Sextius spreta är en insektsart som beskrevs av Buckton. Sextius spreta ingår i släktet Sextius och familjen hornstritar. Inga underarter finns listade i Catalogue of Life.